# Lijst van schapenrassen
Van het schaap zijn er diverse rassen bekend. Van veel rassen zijn er meerdere kleurslagen en tekeningen bekend. De diverse rassen leveren ook een verschillend soort wol.

## A
- Afrino
- Altay
- American blackbelly
- Arabi
- Arapawa
- Ardense voskop
- Askanian
- Assaf
- Australian white sheep
- Awassi

## B
- Barbados blackbelly
- Bardoka
- Belgisch melkschaap
- Beltex
- Bentheimer landschaap
- Berberschaap
- Bergamasker schaap
- Bergschaap
- Berrichon
- Beulah speckled face
- Black Welsh mountain sheep
- Blauwe texelaar
- Bleu du Maine
- Border Leicester
- Boreray
- Boulonnais
- Brits melkschaap
- Bruin haarschaap

## C
- Cambridge
- Castlemilk moorit
- Causses du Lot
- Charollais
- Charmoise
- Cheviot
- Chios
- Chotelais (uitgestorven)
- Churro Algarvia
- Clun Forest
- Coburger fuchs
- Columbia
- Corriedale
- Cotswold
- Criollo

## D

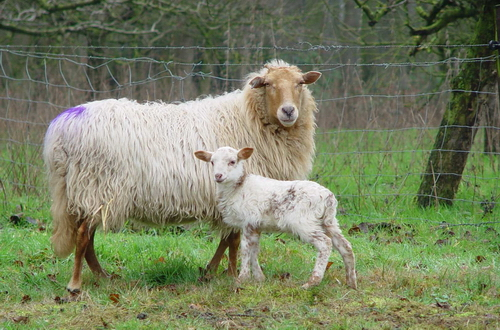
Drents heideschaap

- Dagliç
- Dalasau
- Damara
- Dassenkop
- Derbyshire Gritstone
- Devon & Cornwall Longwool
- Dormer
- Dorper
- Dorset horn
- Drents heideschaap
- Duits melkschaap
- Duitse witkop
- Duitse zwartkop

## E
- Easy care schaap
- Entre-Sambre-et-Meuseschaap
- Exmoor horn

## F
- Fins landschaap
- Flevolander
- Fries melkschaap

## G

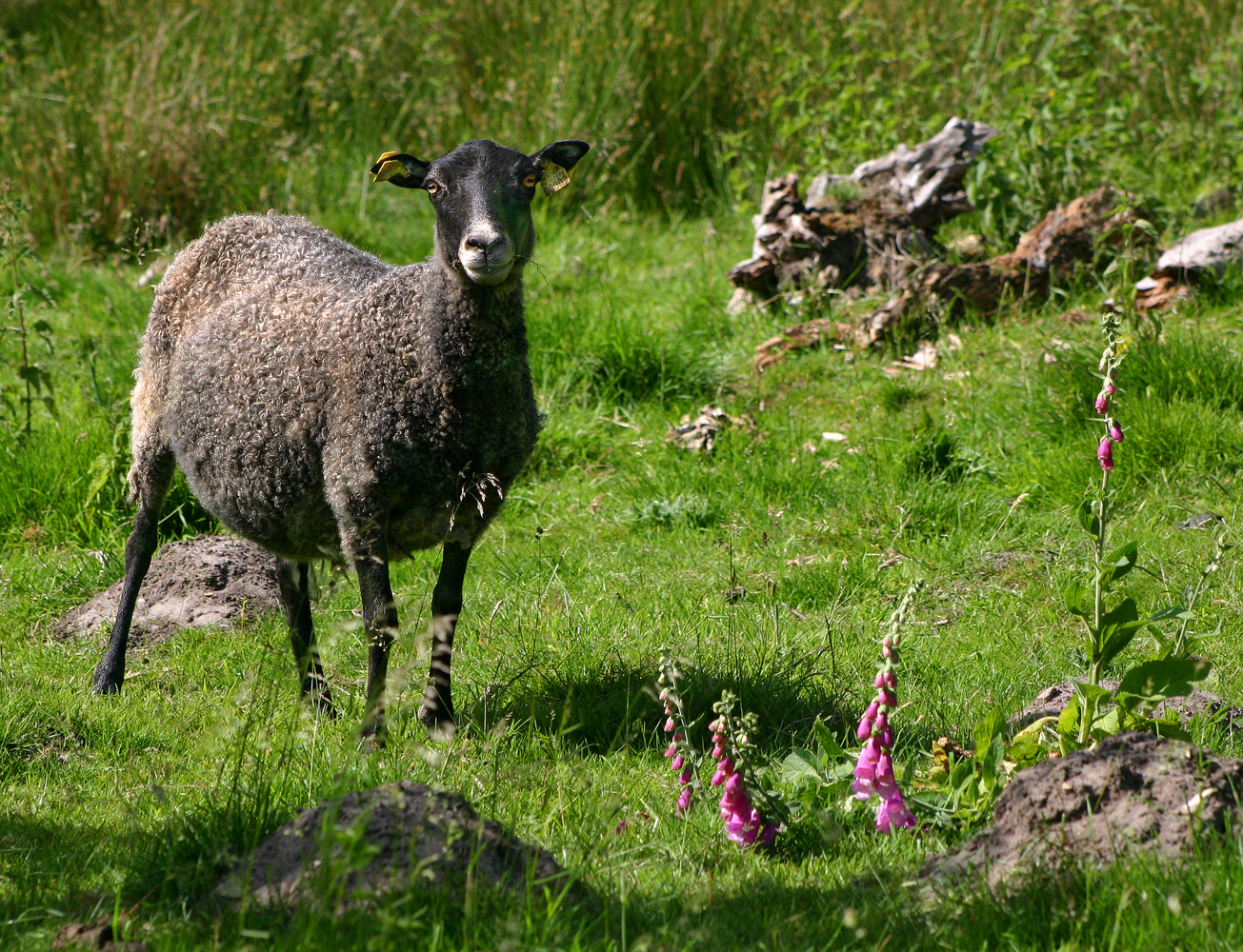
Gotlandpelsschaap

- Gotlandpelsschaap
- Greyface Dartmoor
- Grivette
- GuteFår

## H
- Hampshire down
- Han
- Hebridean
- Heidschnucke
- Herdwick
- Hill radnor
- Hissar schaap
- Hongaarse Zoupel (uitgestorven)
- Houtlandschaap

## I
- Île-de-France
- IJslander
- Istrisch melkschaap

## J
- Jacobschaap
- Jersey (uitgestorven)

## K
- Kajla of Kajli
- Kameroenschaap of Djallonké
- Karakul
- Kärntner brilschaap
- Katahdin
- Kempens schaap
- Kerry hill
- Krainer steinschaf

## L
- Lacauneschaap
- Ladoum
- Lakens schaap
- Leicester Longwool
- Leine schaap
- Lincoln longwool
- Lleyn
- Lonk

- Lovenaar

## M
- Maasduinenschaap
- Manchega
- Manx Loaghtan
- Meatlinc
- Mergellandschaap
- Merino
- Montadale

## N
- Najdi of Nejdi
- Namaqua Afrikaner
- Navajo churro
- Nederlands bont schaap
- Nellore
- Nolana
- Noordhollander
- Norfolk horn
- Normandisch schaap (uitgestorven)
- Norsk kvit sau
- Norsk Spælsau
- North Ronaldsay

## O

Ouessantschaap

- Old Norwegian sheep
- Oost-Fries melkschaap
- Ouessantschaap
- Ovella Galega
- Oxford down

## P
- Paduaner schaap
- Pelibüey
- Persian Blackhead
- Poll Dorset
- Polwarth
- Polypay
- Pommers landschaap
- Portland
- Pramenka
- Priangan

## R
- Rackaschaap
- Rambouillet
- Red Maasai of Tanganyika
- Rhönschaap
- Rijnlam
- Romanov
- Romney
- Ronderib Afrikaner
- Roslag
- Rouge de l’Ouest
- Royal White
- Ruda
- Ryeland
- Rygja

## S
- Saeftingher
- Santa Inês
- Sarda
- Schoonebeker heideschaap
- Scottish blackface
- Shetlandschaap
- Shropshire
- Skudde
- Soay
- Solognote
- Southdown
- St. Croix schaap
- Steigar
- Suffolk
- Swifter

## T
- Teeswater schaap
- Texelaar
- Tiroler steenschaap
- Tourangeau
- Tsigai
- Tunis
- Tzakelschaap

## U
- Uda

## V
- Värmlandschaap
- Veluws heideschaap
- Villnösser
- Vlaams kuddeschaap
- Vlaams schaap

## W
- Walliser Schwarznase
- Welsh Hill Speckled Face
- Wensleydale Longwool
- Whiteface Dartmoor
- Wiltipoll
- Wiltshire Horn

## Y
- Yankasa

## Z
- Zeeuws melkschaap
- Zuid-Duits brilschaap
- Zulu
- Zwartbles